# Zach Nunn
Pour les articles homonymes, voir Nunn.
Zachary Martin Nunn, dit Zach Nunn, né le 4 mai 1979 à Story City (Iowa), est un militaire et homme politique américain. Membre du Parti républicain, il est élu du troisième district congressionnel de l'Iowa à la Chambre des représentants des États-Unis depuis 2023.

## Biographie

### Formation et carrière professionnelle
Zach Nunn passe sa jeunesse à Altoona. En 2002, il obtient un diplôme en science politique et relations internationales de l'université Drake dans l'Iowa. Il obtient ensuite un master de l'université de l'Air en 2004 et un autre en relations internationales et sécurité nationale de l'université de Cambridge au Royaume-Uni en 2007.
Il sert comme militaire dans l'armée de l'air puis dans la garde nationale de l'Iowa où il est promu au grade de lieutenant-colonel en 2021. En 2024, il est fait colonel.

### Carrière politique
En 2004, il travaille au sein du cabinet du sénateur Chuck Grassley. De 2015 à 2019, il est membre de la Chambre des représentants de l'Iowa puis du Sénat de 2019 à 2023.
Le 8 novembre 2022, il est élu à la Chambre des représentants des États-Unis pour le troisième district congressionnel de l'Iowa en battant la représentante démocrate sortante Cindy Axne avec 50,3 % des voix.
Candidat à sa réélection en 2024, il remporte un second mandat contre le démocrate Lanon Baccam.